# Антоњола (Парма)
Антоњола је насеље у Италији у округу Парма, региону Емилија-Ромања.
Према процени из 2011. у насељу је живело 35 становника. Насеље се налази на надморској висини од 660 м.